# Mario Damolin
Mario Damolin (* 1947) ist ein deutscher Journalist und Filmemacher.

## Leben und Wirken
Damolin studierte in Heidelberg Soziologie, Erziehungs- und Politikwissenschaften. Er war Mitbegründer und verantwortlicher Redakteur der linksalternativen Heidelberger Wochenzeitung Communale und arbeitete dann als Redakteur bei Psychologie Heute und Lektor beim Beltz Verlag. Mit Bernhard Kilian gründete er 1991 die Damolin & Kilian Filmproduktion und realisierte als freier Autor und Produzent Fernsehreportagen und -dokumentationen.
1995 erhielt er gemeinsam mit Kilian den Ernst-Schneider-Preis in der Kategorie Fernsehen für Tödliche Karriere – Aufstieg und Fall des Ostunternehmers Eberhard Tiede. Die Reportage Als Student im GULag wurde 1998 beim Internationalen Menschenrechtsfilmfestival Stalker in Moskau als beste ausländische Produktion ausgezeichnet. Beim internationalen Filmfestival Golden Tambourine in Chanty-Mansijsk gewann er 2006 mit Verschollen in der Psychiatrie den Zweiten Preis. Carpathian Karma erhielt u. a. beim Barcalona International Filmfestival 2018 einen Preis. Von 1998 bis 2019 war Damolin Dozent an der Filmakademie Baden-Württemberg in Ludwigsburg.

### Publikationen
Printreportagen und Essays veröffentlichte Damolin u. a. in: Frankfurter Rundschau, Die Tageszeitung (taz), Die Zeit, Die Woche, der Freitag, Frankfurter Allgemeine Zeitung und Kontext: Wochenzeitung.
Buchveröffentlichungen:
- Ko-Hrsg. Felix Guattari – Wunsch und Revolution (Verlag das Wunderhorn)

- Ko-Hrsg. Integration – Anpassung an die Deutschen? (Beltz Verlag)

- Hrsg. Managerdämmerung oder: Die Spiritualisierung der Ökonomie (S. Fischer Verlag)

### Filme
Reportagen und Dokumentationen (Auswahl):
- 1993: Russisch Roulette. Die Altlasten der Roten Armee
- 1994: Tödliche Karriere. Aufstieg und Fall des Ost-Unternehmers Eberhard Tiede
- 1994: Endstation Psychiatrie. Ehemalige Zwangsarbeiter in Wiesloch
- 1995: Techno-Business. Eine Jugendkultur macht Karriere
- 1996: Vom lebendigen Geist zum Geist der Moderne. Eine Geschichte der Universität Heidelberg
- 1996: Jägerträume – Traumjagden. Westler auf der Pirsch in Osteuropa
- 1996: Ich werde jung zugrunde gehen. Die Straßenkinder von Kaliningrad
- 1997: Knast privat. Justizvollzug als Business
- 1997: Die Balkan-Connection. Grabräuber in Bulgarien
- 1998: Todesspiele. Wenn Gewaltbilder Wirklichkeit werden
- 1998: Piepers Reisen. Ein Mann und seine Abenteuer im Ost-Geschäft
- 1998: Joschka – ein Bärenopfer. Vom unvermuteten Glück eines zerstörten Lebens
- 1998: Als Student im GULag. Eine Reise in die Vergangenheit
- 1999: Mein Tod gehört mir. Grauzone Sterbehilfe
- 1999: Heinrich Böll unter dem Sowjet-Stern. Der Schriftsteller als Ikone und Klassenfeind
- 2000: Landflucht und Mega-Städte. Heimat für alle
- 2002: Tatort Donau-Delta
- 2002: Im Land der Menschenschmuggler
- 2002: Die Gypsy Kings der Blechmusik
- 2003: Die Strasse der Deichgrafen. Ein Diamantenfund und seine Folgen
- 2003: Die Mörderinnen von Targsor
- 2005: Verschollen in der Psychiatrie. Lettland 1944 – Deutschland 2004
- 2005: Trümmerleben. Besatzer und Besiegte
- 2007: Andrei der Tuba-Träumer. Ein Roma-Junge sucht seine Zukunft
- 2009: Zigeuner oder Magyar. Ungarns Roma und der Kampf um Identität
- 2009: Auftrag umstritten. Die Bundeswehr im Wandel
- 2010: Sicherheit oder Freiheit. Der Bürger und sein Staat
- 2011: Abschied vom Sozialstaat. Geschichte des deutschen Sozialsystems
- 2015: Gratwanderung. Erinnerungen an Jewgenia Ginsburg
- 2017: Carpathian Karma. The Story of Joshka